# Данильченко Олександр Борисович
Олександр Борисович Данильченко (нар. 24 вересня 1944, Ставрополь, РСФСР) — український актор театру та кіно, провідний майстер сцени Київського академічного драматичного театру на Подолі.

## Життєпис
Народився 24 вересня 1944 року в Ставрополі.
Закінчив Державну театральну студію при Ставропольському академічному драматичному театрі імені Лермонтова (філія ГІТІС). Працював у Ставропольському академічному драматичному театрі, Краснодарському академічному драматичному театрі, в театрі імені Гоголя в Москві.
У Київському академічному драматичному театрі на Подолі працює з 2000 року.
Батько — Данильченко Борис Микитович,  народний артист РРФСР, актор Ставропольського драматичного театру.

## Фільмографія
- 1970 — «Чортова дюжина» — офіцер
- 1979 — «Вибач - прощавай» — постачальник
- 1987 — «Загін спеціального призначення» — полонений, що втік
- 1989 — «Вантаж-300»
- 1991 — «Житіє Олександра Невського»
- 1991 — «Ой, ви, гуси…» — епізод
- 1992 — «Бойовий прийом» — бізнесмен
- 2004 — «Попел Фенікса» — епізод
- 2005 — «Близькі люди» — епізод
- 2005 — «Повернення Мухтара–2» (1 серія) — сторож на стоянці
- 2005 — «Розлучення та дівоче прізвище» — співробітник спецслужб
- 2006 — «Дев'ять життів Нестора Махна» — епізод
- 2006 — «Будинок-фантом у посаг» — Сергій Парамонов
- 2006 — «Мости серцеві» — Іван Аркадійович Лісовий
- 2006 — «П'ять хвилин до метро» — епізод
- 2006 — «Круч. Пісня довжиною у життя» — епізод
- 2006 — «Квіти для сніжної королеви» — Валерій Вікторович Малиновський, банкір
- 2007 — «Антіснайпер» — Норін
- 2007 — «Антіснайпер 2. Подвійна мотивація» — Норін
- 2007 — «Головне – встигнути» — Тимофій Ілліч, пацієнт
- 2007 — «Інді» — директор дитбудинку
- 2007 — «Свої діти» — Степан
- 2007 — «Гальмівний шлях» — суддя
- 2007 — «Серцю не накажеш» — епізод
- 2008 — «Шалений листопад»
- 2008 — «Тімурівці» (67 серія)
- 2008 — «Повернення Мухтара–4 — Карасьов
- 2008 — «Загін» — епізод
- 2008 — «Смерть шпигунам. Крим» — ксьондз
- 2008 — «Казка про жінку та чоловіка» — Гюнтер, чоловік Інги, «старий німець»
- 2009 — «Лютня» (15 серія)
- 2009 — «Повернення Мухтара–5» — Ласточкін
- 2009 — «Сільський романс» — Єгорич
- 2009 — «Викрадення Богині» — вахтер цирку
- 2009 — «Правила угону» — дід на возі
- 2009 — «Снігур» — слюсар
- 2009 — «Територія краси» — епізод
- 2010 — «1942» — епізод
- 2010 — «Брат за брата» — вуличний торговець
- 2010 — «Віра Надія Любов» — епізод
- 2010 — «Демони» — настоятель храму
- 2010 — «Сонцекруг» — гінеколог
- 2010 — «Я тебе нікому не віддам» — епізод
- 2010–2013 — «Єфросинья» — провідник
- 2011 — «Білі троянди надії» — дядько Ілля, батько Даші
- 2011 — «Дід» — Антонич, безхатько
- 2011 — «Справа була на Кубані» — Афанасій Петрович Сівер, батько Віри
- 2011 — «Добрий день Мамо!» — Прохор
- 2011 — «Овочевий бог» (2 серія( — епізод
- 2011 — «Костоправ»
- 2011 — «Ластівчине гніздо» — доктор ДНК
- 2011 — «Небесні родичі» — Степанич
- 2011 — «Я тебе ніколи не забуду» — Хрипатий
- 2012 — «Байки Мітяя»
- 2012 — «Генеральська невістка» — Антон Кузьмич Зав'ялов, завідувач хірургічного відділення
- 2012 — «Аркуш очікування» — Савелій Петрович
- 2012 — «Мисливці»
- 2012 — «Особисте життя слідчого Савельєва» — Антон Опанасович Жуков, колишній учитель, шановна людина
- 2012 — «Менти. Таємниці великого міста» — тесть Макогона
- 2012 — «Піддубний поліцмейстер»
- 2012 — «Підкидьок»
- 2012 — «Порох та дріб» — пильний мужик з велосипедом
- 2012 — «СБУ. Спецоперація» — вдівець
- 2012 — «Смерть шпигунам. Прихований ворог» — Тимофій Єгорович, старшина
- 2013 — «Свати–6» — Павло Терентійович, комендант гуртожитку
- 2013 — «Агент» — священик
- 2013 — «Бідна Liz» — дід Гриша, сусід Єлизавети
- 2013 — «Подвійне життя» — Леонід Сергійович, пацієнт
- 2013 — «Жіночий лікар-2» (18, 55 серії) — Федір Дибенко, дядько Андрія
- 2013 — «Кохання з випробувальним терміном» — Гордій Іванович, сусід Павла
- 2013 — «Фото на документи» — продавець картин
- 2013 — «Шеф поліції» — Борис Юхимович, мистецтвознавець
- 2013 — «Шулер» — киянин
- 2014 — «Білі вовки-2»
- 2014 — «Чарлі» — господар зоомагазину
- 2014 — «Вітрова жінка» — Василь, сусід Ліїної тітки
- 2014 — «Трубач» — музикант
- 2014 — «До побачення, хлопчики» — Дмитро Борисович, директор школи
- 2014 — «Чоловік на годину» — сусід Федора
- 2014–2023 — «Одного разу під Полтавою» — дід Петро
- 2015 — «Відділ 44» (72 серія) — Валерій Попов
- 2015 — «Остання електричка» — Петро Семетович Гулямов, професор
- 2015 — «Слуга народу» — Микола Павлович Пилипенко, начальник ЖЕК
- 2016 — «Друге дихання» — Федотич
- 2016 — «Громадянин Ніхто» — Сергій Юхимович Данилов
- 2016 — «Забудь і згадай» — Жора, фотограф
- 2016 — «Заміж у Новий Рік» — Дід Мороз
- 2016 — «Майор і магія» — антиквар
- 2016 — «Між любов'ю та ненавистю» — Трохим Григор'євмч Дьомін, дід Лізи та Шури, єгер
- 2016 — «Центральна лікарня» — Юрій Никифорович Семенов, дідусь Марини
- 2016 — «Я з тобою» — Сергійович
- 2017 — «Лінія світла» — епізод
- 2017 — «Перший хлопець на селі» — Кулібін
- 2017 — «Що робить твоя дружина?» — Андрій Міхалич, криміналіст
- 2018 — «Виноград» — Андрій Кузьмич Кудимов, господар виноградника
- 2018 — «Смак щастя» — Іван Опанасович Бжестовський, хірург
- 2018 — «Кров ангела» — господар ангара
- 2018 — «Ненадісланий лист» — Семенович, сторож товариства
- 2018 — «Нерідна» — Федір Михайлович, головлікар психдиспансеру
- 2018 — «Обман» — лісник
- 2018 — «Віддай мою мрію» — комірник
- 2018 — «За законами воєнного часу-2» — Аркадій Андрійович, професор
- 2018 — «Чуже життя» — епізод
- 2019 — «Голос ангела» — Никифоров, пацієнт
- 2019 — «Ялинка на мільйон» — епізод
- 2019 — «Шукаю тобі» — дід Єгор
- 2019 — «Не жіноча робота» — Ігнатич
- 2019 — «Від кохання до ненависті» — нотаріус
- 2019 — «Пристрасті до Зінаїді» — Олександр Олександрович, чоловік Ірини
- 2019 — Таємниця Марії» — возниця
- 2020 — «Ангели» — шахматист
- 2020 — «День святого Валентина» — Петро Геннадійович
- 2020 — «Крисолов» — дядько Василь
- 2020 — «Міг, украдений у щастя» — епізод
- 2020 — «Шуша» — Вілен Віленович Сиротський
- 2021 — «Олена і капітан»
- 2021 — «Королева доріг» — Трохимич
- 2021 — «Спадщина» — епізод
- 2021 — «Не зрікаються люблячи» — епізод
- 2021 — «Провід» — вахтер
- 2021 — «Перший парубок на селі» — Кулібін[2]

## Театральні роботи
Київський академічний драматичний театр на Подолі
- 2003 — «Фараони» Олексія Коломійця; реж. Віталій Малахов — Аристарх, бухгалтер
- 2006 — «Осінь у Вероні, або Правдива історія Ромео та Джульєтти» Анатолія Крима; реж. Віталій Малахов — Падре Лоренсо
- 2007 — «Записки юного лікаря» за оповіданнями Михайла Булгакова; реж. Віталій Малахов — Батько
- 2007 — «Гравці» Миколи Гоголя; реж. Олег Ліпцин — Глов-старший
- 2008 — «Дзеркало Сен-Жермена» Бориса Акуніна; реж. А. Пархоменко — Птеродактор
- 2009 — «Мертві душі» Михайла Булгакова за романом Миколи Гоголя; реж. Ігор Славинський — Селіфан
- 2011 — «На дні» Максима Горького; реж. Віталій Малахов — Михайло Іванович Костильов, власник нічліжки
- 2011 — «Минулого літа в Чулімську» Олександра Вампілова; реж. Віталій Малахов — Єремєєв
- 2013 — «Старомодна комедія» Олексія Арбузова; реж. Володимир Кудлінський — Родіон Миколайович
- 2014 — «Вернісаж на Андріївському» Віталія Малахова; реж. Віталій Малахов — Зберігач
- 2018 — «Продавець дощу» Річарда Неша; реж. Віталій Малахов — Батько Карі[3][4]